# Alamo Race Track
Alamo Race Track est un groupe de rock alternatif néerlandais, originaire d'Amsterdam. Le groupe compte au total quatre albums : Birds at Home, Black Cat John Brown sorti le 28 octobre 2006, Unicorn Loves Deer datant de 2011, et Hawks de 2015.

## Biographie

### Débuts (2001–2002)
En 2001, le groupe Redivider perd son claviériste Diederik Nomden. Les membres deviennent ensuite Alamo Race Track. Ils pensent que le départ de Nomden affecterait le style musical de leur groupe, et décident alors de se rebaptiser, Alamo Race Track. Sous ce nom, David Corel, Guy Bours, Len Lucieer et Ralph Mulder enregistrent de nouvelles démos.
Après avoir joué avec Daryll-Ann au début de 2002, Excelsior Recordings signe le groupe. L'année suivante, le groupe joue plusieurs concerts à plus haute notoriété.

### Birds at Home(2003–2005)
Après avoir terminé d'autres projets parallèles, jouant avec Daryll-Ann et Bram Vermeulen, les membres se réunissent en 2003. Ensemble, avec le producteur Frans Hagenaars, le groupe enregistre son premier album, Birds at Home. Ces sessions prennent place au studio Hagenaars de Weesp. L'album est terminé en juin la même année.
Birds at Home est publié le 1er septembre 2003 aux Pays-Bas. L'album est un succès modéré qui atteint les charts pop néerlandais.
Le groupe joue un nombre de prestigieux festivals  néerlandais comme le Noorderslag, The Music in My Head et le Lowlands en 2003. Alamo Race Track visitera aussi le Royaume-Uni pour jouer au City in Manchester et au MusicWork à Glasgow. Pendant leur performance au festival South by South West d'Austin, au Texas, le groupe est repéré par un représentant du label Fargo Records. Cet événement mène à un contrat de distribution en France. Birds at Home est publié début 2005 en France. Ils tournent ensuite dans le pays en juin et se popularisent.

### Black Cat John Brown(2006–2009)
À la mi-2006, le groupe enregistre Black Cat John Brown. À cette période, une performance de Black Cat John Brown se retrouve publiée sur YouTube. En deux semaines, elle compte 541 000 vues. Ce succès se traduit par une meilleure notoriété aux Pays-Bas. À sa sortie en octobre, l'album est bien accueilli par la presse. Black Cat John Brown atteint la première place du Scherpe Rand Van Platenland, un chart alternatif néerlandais.
En décembre, le groupe joue la tournée Fine Fine Musi. Avec leurs collègues de Ghost Trucker, Spinvis, Do-the-Undo et El Pino and the Volunteers, le groupe joue à travers les Pays-Bas. En 2007, ils tournent une session de vidéo Take-Away Show de Vincent Moon. Le groupe tourne en 2007 avec un concert au festival Noorderslag à Groningue. Début janvier, le groupe joue au Northern Territory. Après le concert de Noorderslag, le groupe tourne en janvier et février. Alamo Race Track joue au festival De Nachten d'Anvers, puis en France.

### Unicorn Loves Deer(2010–2014)
Après Black Cat John Brown, la formation change drastiquement. David Corel et Guy Bours quittent le groupe, et sont remplacés par Jelte van Andel (basse) et Robin Buijs (batterie). Au début de 2010, le groupe annonce une nouvelle tournée. Ils composeront par la suite leur troisième album, Unicorn Loves Deer.

### Hawks(depuis 2015)
En mars 2015, leur quatrième album, Hawks, est publié,, et accompagné d'une tournée aux Pays-Bas et en Belgique.

## Vidéo
- The Northern Territory, filmé par Les Grands Manitous sur Dailymotion (voir la vidéo)
- Backstage la Maroquinerie + Itw, filmé par Les Grands Manitous sur Dailymotion (voir la vidéo)
- Black Cat John Brown sur le site YouTube (voir la vidéo)
- Vidéo du concert au Paradiso (12-04-2006) voir
- Unicorn Loves Deer sur le site YouTube (voir la vidéo)